# Островки Калеха

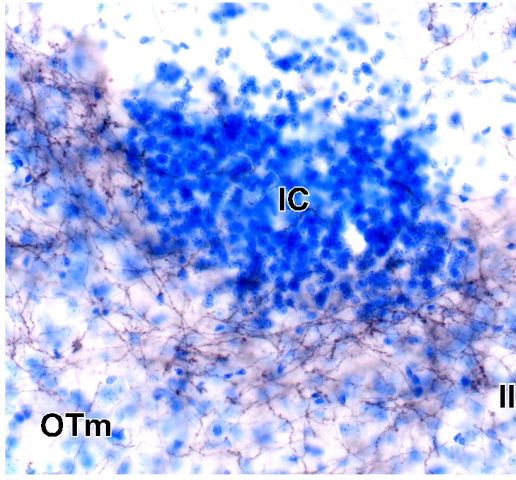
Островки Калеха (IC) в мозге крысы

Островки Калеха — группа гранулярных нейронов малого размера, расположенных в вентральном стриатуме. 
В мозге большинства видов островки содержатся в обонятельном туберкулуме, за исключением приматов, у которых они распространены в прилежащем ядре, поскольку в процессе эволюции обонятельный туберкулум у приматов практически исчез.